# Teoderik II.
Teoderik II., tudi Teuderih, Teuderik, ali Teodorik (francosko Thierry) je bil kralj Burgundije (595–613) in Avstrazije (612–613), * 587, † 613, Metz.
Bil je drugi sin kralja Hildeberta II.. 

## Življenjepis
Po očetovi smrti leta 595 je še kot otrok postal kralj Guntramove kraljevine Burgundije z glavnim mestom v Orléansu, njegov starejši brat Teodebert II. pa je dobil očetovo kraljevino Austrazijo z glavnim mestom  Metzu. Vladal je tudi mestom (civitates)  Toulouse, Agen, Nantes, Angers, Saintes, Angoulême, Périgueux, Blois, Chartres, in Le Mans. Do polnoletnosti je v njegovem imenu vladala  njegova babica Brunhilda, ki jo je leta 599 iz Austrazije izgnal njegov brat Teodebert II.. 
Leta 596 sta kralj Neustrije Klotar II. in njegova mati Fredegunda zavzela Pariz, ki naj bi bil skupen obema kraljevinama. Fredegunda, takrat regentka svojemu sinu, je poslala vojsko v Laffaux, kjer je porazila armadi Teodeberta in Teoderika.  
Teoderik je pod vplivom svoje babice leta 599 napadel svojega brata Teodeberta in ga porazil pri Sensu, vendar sta pred nevarnostjo s strani Klotarja sklenila zavezništvo.  Skupaj sta nadaljevala boj proti Nevstriji in leta 600 porazila Klotarja pri Dormellesu (blizu Montereau-ja) v Orvanne.  Razdelila sta si ozemlje med  Seno in Oiso, Teoderik je dobil območje med Seno in Loaro vključno z mejo z Bretanijo.  Skupaj sta vojevala tudi v Gaskonji, ki sta si jo pokorila in za vojvodo postavila Genialisa.  
Vendar sta že kmalu prekrižala orožje tudi med sabo in Teoderik je porazil Teodeberta pri Étampesu. Na Teoderikovo kraljestvo je leta 605 vdrl s svojo vojsko Klotar in njegov majordom Landrik ter Klotarjev sin Meroveh.  Teoderik je na bojno polje poslal svojega majordoma Bertoalda s 300 možmi. V spopadu pri Étampesu bllizu Loueta je Teoderik bitko sicer dobil, ubit pa je bil majordom Bertoald, ki ga je nasledil [[Protadij]. Ta je bil ljubimec Brunhilde in je kot poveljnik vojske spodbujal vojno z Avstrazijo, čemur je nasprotovalo Teoderikovo plemstvo in ga umorilo. Leta 610 je izgubil Alzacijo, Saintois, Turingijo in Šampanjo v korist svojega brata. Njegovo vojsko vzhodno od pogorja Jura so močno porazili Alemani. Nato je leta 611 dobil spopad s Teodebertom pri Toulu in leta 612 pri Tolbiacu. V tej bitki je ujel bežečega brata Teodeberta in ga predal babici Brunhildi. Ta naj bi ga dala v samostan, kjer je bil umorjen. 
Teuoderik je konec leta 613 umrl za grižo v glavnem mestu Avstrazije Metzu, ko se je pripravljal na vojno s svojimi dolgoletnim sovražnikom Klotarjem.

## Družina
Teuderik se je leta 606 v Chalonu poročil z Ermenbergo, hčerko  vizigotskega kralja Španije, Viterika. Vendar je že naslednje leto poroko razdrl in ženo razžaljeno poslal domov. Španski kralj je zato sklenil četverno zvezo proti njemu v kateri so bili Klotar, Viterik, Teodebert in Agilulf, kralj Lombardije, ki pa ni zaživela. Tako ni pustil zakonitih naslednikov. Nasledil ga je nezakonski sin Sigibert II. pod regentstvom  Brunhilde.  
Teoderik je imel z neimenovanimi priležnicami štiri sinove:
- Sigiberta II. (*601, † 613), ki ga je nasledil v obeh kraljevinah
- Hildeberta (* 602, † ??)
- Korbusa (* 603, † 613)
- Meroveha (* 604, † ??), botra Klotarja II.